# Paratalanta stachialis
Paratalanta stachialis is een vlinder uit de familie van de grasmotten (Crambidae). De wetenschappelijke naam van de soort is voor het eerst geldig gepubliceerd in 1957 door Toll & Wojtusiak.